# Dmitrowo-Czerkassy
Dmitrowo-Czerkassy (ros. Дмитрово-Черкассы) – osiedle w Rosji, w obwodzie twerskim, w rejonie kalinińskim. W 2010 liczyło 530 mieszkańców.